# Marketing sensoryczny
Marketing sensoryczny – działania marketingowe, angażujące w przemyślany i całościowy sposób wszystkie zmysły, mające na celu wywołanie u potencjalnych klientów założone wcześniej skojarzenia i reakcje, które mają podnosić świadomość marki (firmy) oraz przywiązywać  klienta do marki (firmy) na głębszym, emocjonalnym poziomie. Przykładem takich działań jest np. rozpylany przy półkach z chlebem zapach świeżego chleba lub stosowanie autorskiego „zapachowego podpisu”, chronionego patentem, w salonach odzieżowych.
Marketing sensoryczny zakłada wywołanie u odbiorcy najwyższych doświadczeń zmysłowych  za pomocą działań docierających jednocześnie do wszystkich zmysłów. To właśnie emocje uruchamiają proces decyzyjny pobudzają Klienta do działania. Marketing sensoryczny stosowany jest przez firmy ze światowej czołówki i sprawdza się nawet w branżach takich jak sektor technologiczny czy finansowy. Obecnie najszybciej rozwijającą się gałęzią marketingu sensorycznego są działania angażujące zmysł słuchu - audiomarketing, zmysł węchu - aromamarketing (marketing zapachowy) oraz zmysł wzroku - digital signage.

## Wybrane elementy marketingu sensorycznego
- wzrok – design, opakowanie, grafika, kolor, światło, wygląd, wystrój wnętrz, motyw przewodni, komunikat
- słuch – dźwięk rozpoznawczy, marka dźwiękowa,  motyw przewodni, atmosfera, przyciąganie uwagi, informacje głosowe, muzyka
- węch – atmosfera, zapach rozpoznawczy, przyciąganie uwagi, intensywność, zgodność z produktem, dostosowanie do płci (patrz: marketing zapachowy)
- dotyk – materiał i powierzchnia, temperatura i ciężar, kształt i miękkość
- smak – wzajemna zależność od innych zmysłów, sposób podania, przyjemność